# Carnach
Carnach (Schots-Gaelisch: Càrnach) is een dorp in de Schotse lieutenancy Ross and Cromarty in het raadsgebied Highland op de noordwestelijke oever van Little Loch Broom ongeveer 2 kilometer ten westen van Badrallach. Aan de andere kant van Little Loch Broom ligt het dorp Badluarach.